# Liste des édifices labellisés « Architecture contemporaine remarquable » de l'Hérault
Cet article recense les édifices labellisés « Architecture contemporaine remarquable » de l'Hérault, en France.
Le label « Architecture contemporaine remarquable » remplace depuis 2016 l'ancien label « Patrimoine du XXe siècle ». Il ne prend en compte que des édifices de moins de 100 ans à la date de labellisation, et qui ne sont pas protégés comme monuments historiques.
Au début 2024, l'Hérault compte 31 édifices ainsi labellisés.

## Liste
| Monument                                                                               | Commune                   | Adresse                                                                  | Coordonnées                      | Notice     | Date | Illustration                                                                          |
| -------------------------------------------------------------------------------------- | ------------------------- | ------------------------------------------------------------------------ | -------------------------------- | ---------- | ---- | ------------------------------------------------------------------------------------- |
| Centre hélio-marin Oltra                                                               | Agde                      |                                                                          | 43° 17′ 44″ nord, 3° 31′ 31″ est | ACR0001162 | 2019 | Image manquante Téléverser                                                            |
| Station balnéaire du Cap d'Agde Port Saint-Martin (quais, voirie et îlot d'habitation) | Agde                      |                                                                          | 43° 17′ 02″ nord, 3° 30′ 49″ est | ACR0001161 | 2010 | Station balnéaire du Cap d'AgdePort Saint-Martin (quais, voirie et îlot d'habitation) |
| Groupe scolaire Les Mûriers                                                            | Alignan-du-Vent           | Avenue du Maréchal-Foch                                                  | 43° 28′ 13″ nord, 3° 20′ 38″ est | ACR0001163 | 2019 | Image manquante Téléverser                                                            |
| VVF Belambra Club Les Rives de Thau                                                    | Balaruc-les-Bains         |                                                                          | 43° 26′ 19″ nord, 3° 40′ 24″ est | ACR0001164 | 2019 | Image manquante Téléverser                                                            |
| Villa Urbani                                                                           | Castelnau-le-Lez          | 155 rue des Mésanges                                                     | 43° 38′ 57″ nord, 3° 53′ 48″ est | ACR0001165 | 2019 | Image manquante Téléverser                                                            |
| Groupe scolaire Anatole-France et salle de conférences                                 | Frontignan                | Rue Anatole-France                                                       | 43° 26′ 56″ nord, 3° 45′ 14″ est | ACR0001751 | 2023 | Image manquante Téléverser                                                            |
| Piscine Tournesol Joseph-di-Stefano                                                    | Frontignan                | Chemin de la Calade                                                      | 43° 26′ 21″ nord, 3° 44′ 31″ est | ACR0001166 | 2019 | Image manquante Téléverser                                                            |
| Station balnéaire de la Grande-Motte                                                   | La Grande-Motte           |                                                                          | 43° 33′ 55″ nord, 4° 05′ 38″ est | ACR0001167 | 2010 | Image manquante Téléverser                                                            |
| École nationale supérieure de chimie de Montpellier                                    | Montpellier               | 8 rue de l'École-Normale                                                 | 43° 37′ 16″ nord, 3° 51′ 58″ est | ACR0001175 | 2015 | Image manquante Téléverser                                                            |
| Ancien hôtel de ville de Montpellier                                                   | Montpellier               | 1 place Francis-Ponge                                                    | 43° 36′ 32″ nord, 3° 53′ 03″ est | ACR0001176 | 2019 | Ancien hôtel de ville de Montpellier                                                  |
| Antigone                                                                               | Montpellier               | Place du Nombre-d'Or Place du Millénaire                                 | 43° 36′ 30″ nord, 3° 53′ 16″ est | ACR0001177 | 2018 | Antigone                                                                              |
| Campus de l'université Paul-Valéry                                                     | Montpellier               | Route de Mende                                                           | 43° 37′ 49″ nord, 3° 52′ 13″ est | ACR0001168 | 2011 | Image manquante Téléverser                                                            |
| Cité universitaire des Arceaux                                                         | Montpellier               | 61 boulevard des Arceaux Rue de Louvain                                  | 43° 36′ 42″ nord, 3° 51′ 52″ est | ACR0001172 | 2015 | Image manquante Téléverser                                                            |
| Colonne d'équilibrage de l'aqueduc Saint-Clément                                       | Montpellier               | Avenue du Professeur-Grasset Avenue du Docteur-Pezet Avenue Henri-Dunant | 43° 37′ 36″ nord, 3° 52′ 00″ est | ACR0001178 | 2015 | Image manquante Téléverser                                                            |
| École maternelle Ingrid-Bergman, école élémentaire Jean-Moulin                         | Montpellier               | 20 boulevard Mounie 21 boulevard des Sports                              | 43° 37′ 09″ nord, 3° 53′ 28″ est | ACR0001753 | 2023 | Image manquante Téléverser                                                            |
| École primaire André-Malraux                                                           | Montpellier               | 89 boulevard Juan-Miro                                                   | 43° 36′ 09″ nord, 3° 54′ 27″ est | ACR0001752 | 2023 | Image manquante Téléverser                                                            |
| Église du Saint-Esprit                                                                 | Montpellier               | 78 rue Sainte-Geneviève                                                  | 43° 37′ 22″ nord, 3° 50′ 34″ est | ACR0001173 | 2019 | Église du Saint-Esprit                                                                |
| Immeuble Cransac                                                                       | Montpellier               | 12 avenue d'Assas                                                        | 43° 36′ 48″ nord, 3° 52′ 02″ est | ACR0001174 | 2019 | Image manquante Téléverser                                                            |
| Kiosque Bosc                                                                           | Montpellier               | Esplanade Charles-de-Gaulle Allée De-Lattre-de-Tassigny                  | 43° 36′ 39″ nord, 3° 52′ 54″ est | ACR0001180 | 2015 | Kiosque Bosc                                                                          |
| Résidence Le Saint-Jaumes                                                              | Montpellier               | 53 rue du Faubourg-Saint-Jaumes                                          | 43° 36′ 54″ nord, 3° 52′ 11″ est | ACR0001181 | 2019 | Image manquante Téléverser                                                            |
| Restaurant universitaire du Triolet                                                    | Montpellier               | 1061 rue du Professeur-Joseph-Anglada                                    | 43° 37′ 55″ nord, 3° 51′ 25″ est | ACR0001169 | 2019 | Image manquante Téléverser                                                            |
| Restaurant universitaire du Vert-Bois                                                  | Montpellier               | Rue de la Chenaie                                                        | 43° 38′ 06″ nord, 3° 52′ 18″ est | ACR0001170 | 2019 | Image manquante Téléverser                                                            |
| Tour Triangle                                                                          | Montpellier               | Allée Jules-Milhau                                                       | 43° 36′ 32″ nord, 3° 52′ 58″ est | ACR0001182 | 2019 | Image manquante Téléverser                                                            |
| Unité d'architecture pédagogique, école d'architecture ENSA de Montpellier             | Montpellier               | 179 rue de l'Espérou                                                     | 43° 38′ 12″ nord, 3° 51′ 24″ est | ACR0001171 | 2019 | Image manquante Téléverser                                                            |
| Groupe scolaire Lou Malhoulet, avec mairie                                             | Le Pouget                 | Route Neuve 10                                                           | 43° 35′ 28″ nord, 3° 31′ 31″ est | ACR0001755 | 2023 | Image manquante Téléverser                                                            |
| Couvent des dominicaines des Tourelles                                                 | Saint-Mathieu-de-Tréviers | 751 route de Cécélès                                                     | 43° 45′ 44″ nord, 3° 52′ 57″ est | ACR0001183 | 2019 | Image manquante Téléverser                                                            |
| Groupe scolaire Léonce-Ruffié                                                          | Saint-Thibéry             | Boulevard des Ecoles                                                     | 43° 23′ 47″ nord, 3° 25′ 08″ est | ACR0001754 | 2023 | Image manquante Téléverser                                                            |
| Marché aux poissons, criée                                                             | Sète                      | Quai Maximin-Licciardi                                                   | 43° 23′ 52″ nord, 3° 41′ 47″ est | ACR0001185 | 2019 | Image manquante Téléverser                                                            |
| Musée Paul-Valéry                                                                      | Sète                      | Rue François-Desnoyer                                                    | 43° 23′ 47″ nord, 3° 41′ 27″ est | ACR0001184 | 2019 | Image manquante Téléverser                                                            |
| Villa solaire Pécout                                                                   | Sète                      | 388 rue René-Cassin                                                      | 43° 23′ 51″ nord, 3° 40′ 41″ est | ACR0001186 | 2019 | Image manquante Téléverser                                                            |
| Villa Brun-Gérente                                                                     | Sussargues                | 9 rue des Fontaines                                                      | 43° 42′ 42″ nord, 4° 00′ 27″ est | ACR0001188 | 2019 | Image manquante Téléverser                                                            |